# Stanisław Ropuszyński
Stanisław Ropuszyński (ur. 13 lipca 1920 Siemianówce, zm. 16 lipca 1995 we Wrocławiu) – polski inżynier chemik. 
W 1938 ukończył VII Państwowe Liceum i Gimnazjum im. Tadeusza Kościuszki we Lwowie. W latach 1938–1939 odbył służbę w Mazowieckiej Szkole Podchorążych Rezerwy Artylerii w Zambrowie. W dniu wybuchu II wojny światowej przebywał w 24 Pułku Artylerii w Jarosławiu. Wzięty do niewoli sowieckiej 17 września 1939 trafił 28 września - poprzez Charków - do Starobielska, z którego, po szczęśliwym zwolnieniu 18 października, wrócił do Lwowa. Studia wyższe odbył w latach 1942 - 1947, najpierw na Wydziale Chemicznym Politechniki Lwowskiej, a następnie Politechniki Śląskiej w Gliwicach, gdzie w listopadzie 1947 zyskał dyplom mgr inżyniera chemika ze specjalnością technologia nafty. Stopień doktora nauk chemicznych uzyskał w 1957 na Wydziale Chemicznym Politechniki Wrocławskiej, stopień doktora habilitowanego w 1961, a tytuł naukowy profesora nadzwyczajnego Rada Państwa nadała mu w 1970. Za swoją działalność odznaczony: Krzyżami: Oficerskim i Kawalerskim Orderu Odrodzenia Polski, Złotą Odznaką Politechniki Wrocławskiej i Złotą Odznaką Zasłużonego dla Województwa Wrocławskiego i Miasta Wrocławia. Jego udział w kampanii wrześniowej oraz w walkach w szeregach Armii Krajowej został uhonorowany nadaniem Brązowego Medalu za Zasługi dla Obronności Kraju (1969) oraz Krzyża Armii Krajowej (30 czerwca 1995), którego nie zdążył już osobiście odebrać. Pochowany na Cmentarzu św. Wawrzyńca we Wrocławiu. 

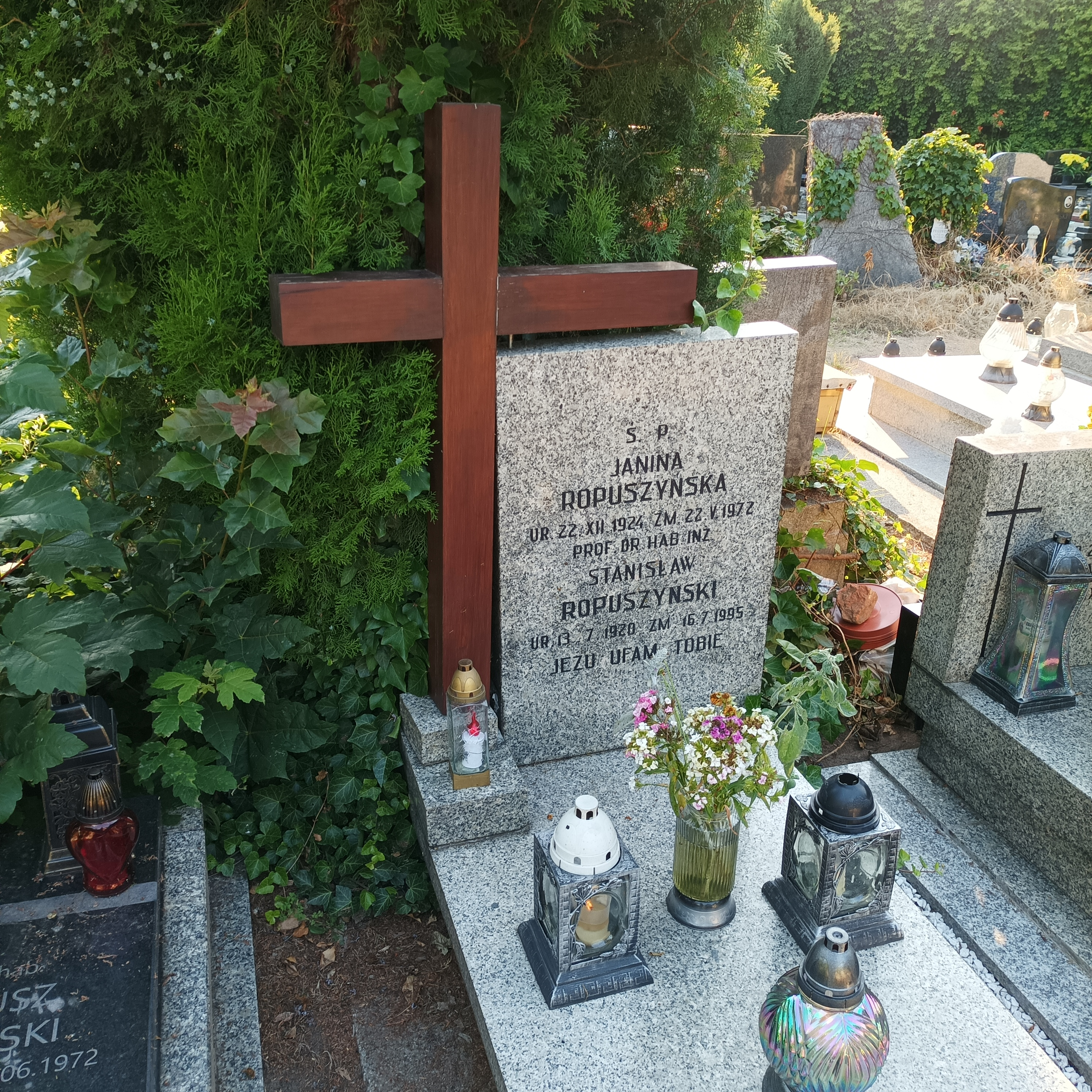
Grób Stanisława Ropuszyńskiego na cmentarzu św. Wawrzyńca we Wrocławiu